# London Borough of Hammersmith and Fulham
Der London Borough of Hammersmith and Fulham [ˈhæməsmɪθ ən ˈfʊləm] ist ein Stadtbezirk von London und ein Teil von Inner London.

## Gründung
Bei der Gründung der Verwaltungsregion Greater London im Jahr 1965 entstand aus dem Metropolitan Borough of Hammersmith und dem Metropolitan Borough of Fulham im ehemaligen County of London der London Borough of Hammersmith. Im Jahre 1979 wurde dem Namen "... and Fulham" hinzugefügt.

## Stadtteile

Die Einteilung des Stadtbezirks in 16 Wahlkreise, gültig seit 2002. Nur Sands End ist gleichzeitig Stadtteil und Wahlkreis.

Die Stadtteile (englisch districts oder areas) unterhalb der Ebene der Stadtbezirke haben keine fest definierten Grenzen und keine administrative Bedeutung.
Die nördliche Hälfte des Stadtbezirks besteht aus dem ehemaligen Stadtbezirk Hammersmith mit den Stadtteilen
- Brook Green**
- East Acton liegt nur teilweise im Stadtbezirk und grenzt im Nordosten an Wormwood Scrubs, im Südosten an White City. Der westliche Teil gehört zum London Borough of Ealing.
- Hammersmith
- Old Oak Common*, nördlichster Teil des Bezirks, überwiegende Nutzung durch Eisenbahnanlagen.
- Shepherd’s Bush
- White City, der nordwestliche Teil von Shepherd’s Bush.
- Wormwood Scrubs, das unbebaute Gelände trennt Old Oak Common vom Rest des Bezirks.

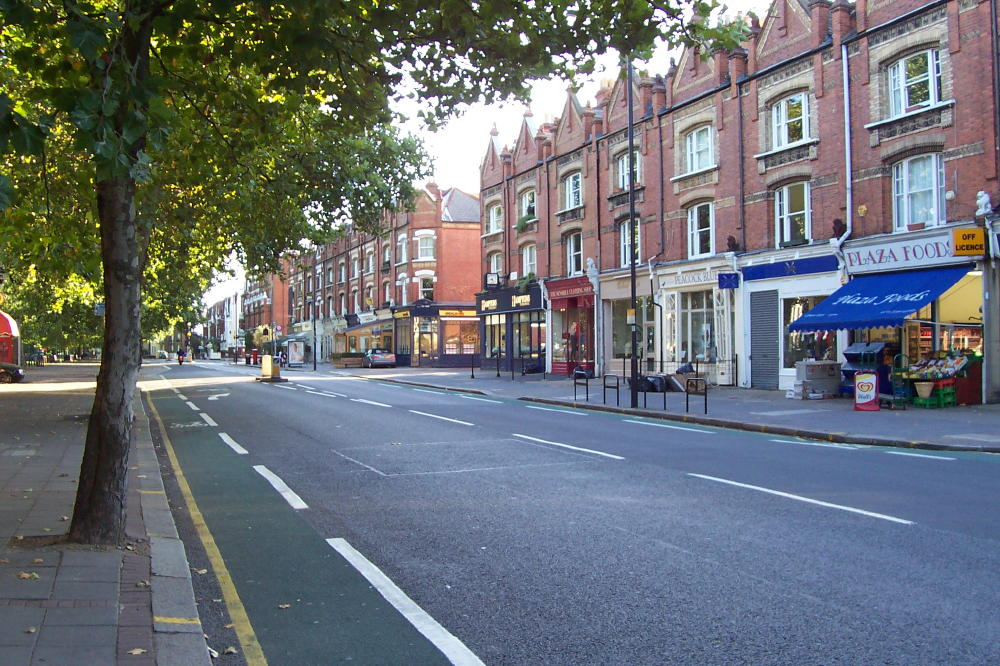
New Kings Road in Parsons Green

Die südliche Hälfte des Stadtbezirks besteht aus dem ehemaligen Stadtbezirk Fulham mit den weiteren Stadtteilen
- Chelsea Harbour*, eine kleine Siedlung an der Ostspitze von Sands End rund um den namensgebenden Hafen. Sie wird nördlich vom Chelsea Creek und östlich von der Themse begrenzt. Trotz ihres Namens liegt sie nicht in Chelsea.
- Fulham*, hier stehen der Fulham Palace, bis 1975 der Sitz des Londoner Bischofs, und die Putney Bridge über die Themse.
- Parsons Green**, von hier führt die Wandsworth Bridge über die Themse.
- Sands End*, der südöstliche Teil des Bezirks liegt langgestreckt zwischen der Themse und King’s Road / New Kings Road.
- Walham Green*, der in diesem Stadtteil 1880 eröffnete U-Bahnhof gleichen Namens wurde 1952 umbenannt in Fulham Broadway.
- West Kensington**, im 19. Jahrhundert hieß dieser Bereich North End, bezogen auf Fulham.

* = Zum Stadtteil gibt es in der deutschsprachigen Wikipedia noch keinen eigenen Artikel, nur eine Weiterleitung hierher.

** = Zum Stadtteil gibt es in der deutschsprachigen Wikipedia noch keinen eigenen Artikel, nur eine Begriffsklärungsseite mit Link hierher.

## Bevölkerung
Die Bevölkerung setzte sich 2008 zusammen aus 78,3 % Weißen, 5,6 % Asiaten, 9,2 % Schwarzen und 1,1 % Chinesen.

## Konzerthalle
Eine weltweit bekannte Konzert- und Veranstaltungshalle im Stadtteil Hammersmith hieß 1962 bis 2000 Hammersmith Odeon. Danach wurde der Name mehrfach geändert, heute heißt sie Hammersmith Apollo.

## Politik

### Stadtrat
- Greens: 0
- Labour: 39
- LibDem: 0
- Cons.: 10
- Unabh.: 1
- Sonst.: 0

Nächste Wahl: 7. Mai 2026

## Sport
In Fulham befinden sich die Stadien des FC Chelsea (Stamford Bridge) und des FC Fulham (Craven Cottage). Im Stadtteil Shepherd’s Bush liegt das Stadion der Queens Park Rangers (Loftus Road).

## Persönlichkeiten
- Barbara Adams (1945–2002), Ägyptologin
- Lily Allen (* 1985), Popsängerin
- Jamie Bamber (* 1973), Schauspieler
- Mischa Barton (* 1986), Schauspielerin
- Anthony Calf (* 1959), Schauspieler
- Sacha Baron Cohen (* 1971), Komiker
- Frank Bruno (* 1961), Boxer
- William John Burchell (1782–1863), Naturforscher
- Joe Calzaghe (* 1972), Boxer
- Roger Daltrey (* 1944), Rockmusiker
- Example (* 1982), Rapper
- Claude Friese-Greene (1898–1943), Filmregisseur, Produzent
- Hugh Grant (* 1960), Schauspieler
- Susan Greenfield (* 1950), Hirnforscherin
- Joseph Hansom (1803–1882), Architekt
- Tom Hardy (* 1977), Schauspieler
- Daisy Head (* 1991), Schauspielerin
- Steve Jones (* 1955), Rockgitarrist
- Gerald Mahon (1922–1992), römisch-katholischer Ordensgeistlicher und Weihbischof in Westminster
- James May (* 1963), Fernsehmoderator und Autor
- Crispian Mills (* 1973), Sänger und Musiker
- Stuart Pearce (* 1962), Fußballspieler
- Imogen Poots (* 1989), Schauspielerin
- Will Poulter (* 1993), Schauspieler
- Daniel Radcliffe (* 1989), Schauspieler
- Alan Rickman (1946–2016), Schauspieler
- Jemima Rooper (* 1981), Schauspielerin
- Harry South (1929–1990), Jazzpianist
- Ron Springett (1935–2015), Fußballspieler
- Tommy Thistlethwayte (1903–1956), Autorennfahrer
- Der von 1980 bis 1987 amtierende, ehemalige  Präsident von Simbabwe, Canaan Banana starb 2003 in London-Fulham

## Städtepartnerschaften
Seit 1955 besteht eine Partnerschaft mit dem Berliner Bezirk Neukölln. Andere Partnerstädte sind Boulogne-Billancourt bei Paris und der Bezirk Anderlecht in Brüssel.

## Kirche (Church of England)
Der Bischof von Fulham ist als Regionalbischof (Suffraganbischof) dem Bischof von London untergeordnet und verfügt über keine eigene Diözese. Das Bischofsamt der Church of England wurde 1926 eingerichtet.